# Сен-Сернен (кантон)
Сен-Серне́н (фр. Saint-Cernin) — кантон во Франции, находится в регионе Овернь, департамент Канталь. Входит в состав округа Орийак.
Код INSEE кантона — 1518. Всего в кантон Сен-Сернен входят 7 коммун, из них главной коммуной является Сен-Сернен.

## Коммуны кантона
| Коммуна             | Население, чел. (1999) | Почтовый индекс | Код INSEE |
| ------------------- | ---------------------- | --------------- | --------- |
| Бес                 | 143                    | 15140           | 15269     |
| Жирголь             | 73                     | 15310           | 15075     |
| Сен-Сернен          | 1 128                  | 15310           | 15175     |
| Сен-Сирг-де-Мальбер | 226                    | 15140           | 15179     |
| Сент-Ийид           | 668                    | 15310           | 15191     |
| Турнемир            | 145                    | 15310           | 15238     |
| Фре-Англар          | 195                    | 15310           | 15072     |

## Население
Население кантона на 1999 год составляло 2 578 человек.
| 1962  | 1968  | 1975  | 1982  | 1990  | 1999  | 2006 | 2007 |
| ----- | ----- | ----- | ----- | ----- | ----- | ---- | ---- |
| 3 391 | 3 818 | 3 292 | 2 970 | 2 771 | 2 578 | —    | —    |